# باجناق‌ها (مجموعه تلویزیونی ۱۳۸۳)
باجناق‌ها یک مجموعه تلویزیونی محصول سال ۱۳۸۳ به کارگردانی هنری فرهاد آئیش، کارگردانی تلویزیونی مسعود فروتن و تهیه‌کنندگی سید کمال طباطبایی است.
آهنگساز : امین هنرمند
خواننده تیتراژ: سامان آذین

## بازیگران
- مریم سعادت
- شبنم مقدمی
- فرهاد آئیش
- رامین ناصرنصیر
- مائده طهماسبی
- خسرو شکیبایی
- محمدعلی کشاورز
- احمد ساعتچیان
- سیاوش طهمورث
- سیروس گرجستانی
- منوچهر نوذری
- مهدی سلوکی
- سید علی طباطبایی
- بهزاد محمدی
- مهرداد ضیایی